# 歡喜天

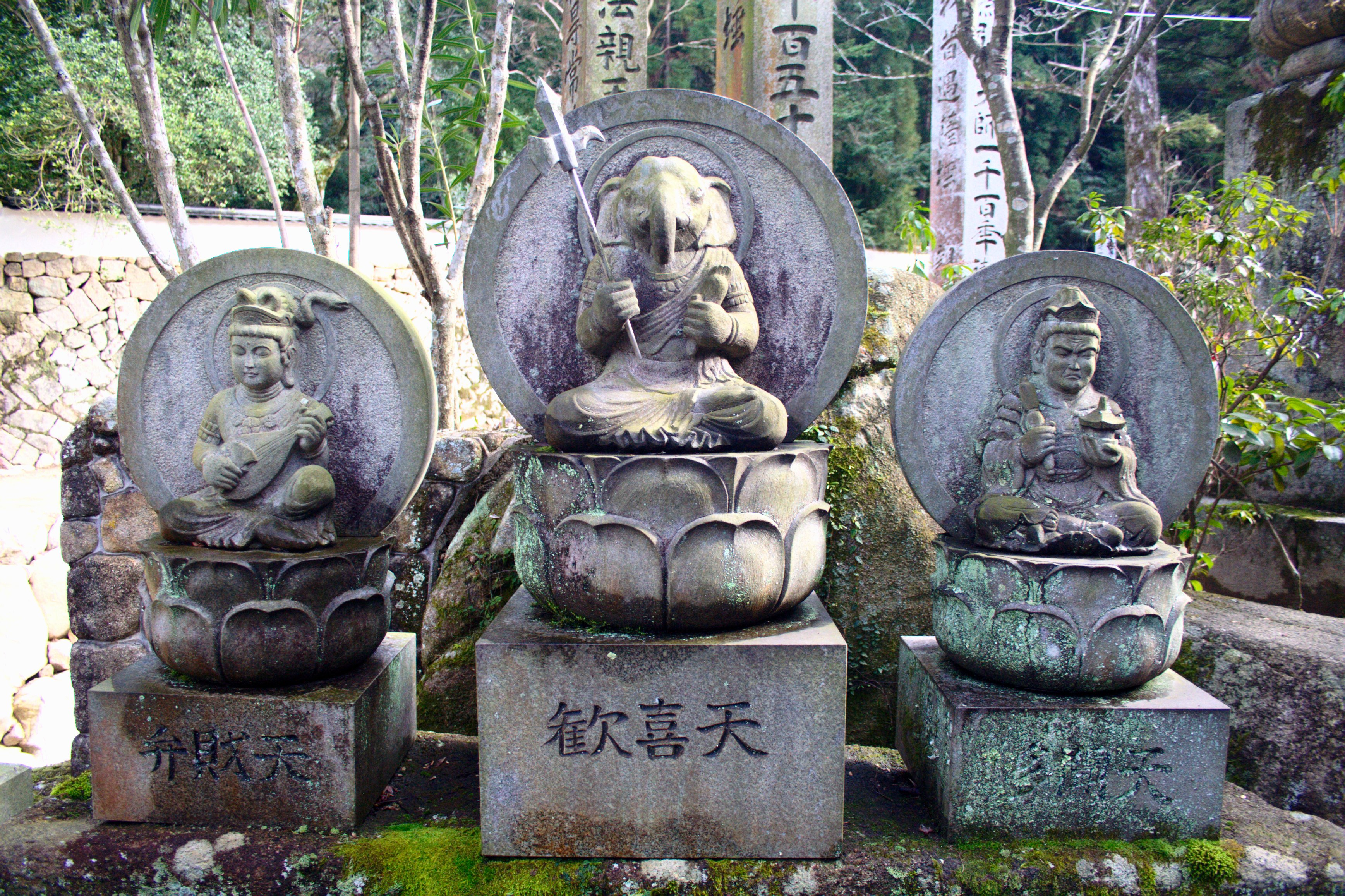
歡喜天（大聖院）

大聖歡喜自在天（梵語： Mahārya Nandikeśvara），也稱作歡喜自在天（梵語： Nandikeśvara），簡稱歡喜天，或稱毘那夜迦（梵語： Vināyaka，意為「障礙移除者」），是外觀為象頭的佛教守護神，屬於天部。別名包含了大聖歡喜天、大聖歡喜双身天王、聖天、象鼻天、天尊，以及誐那鉢底（梵語： Gaṇapati，或譯俄那鉢底，意為「誐那之主」）。

## 概要
原是印度教主管障礙的神・象頭神，後被佛教所吸收，據說是大日如來或觀自在菩薩的權化身。在日本被視為守護佛教，帶來財運和福運的神，在各地寺院祭祀。

## 形像

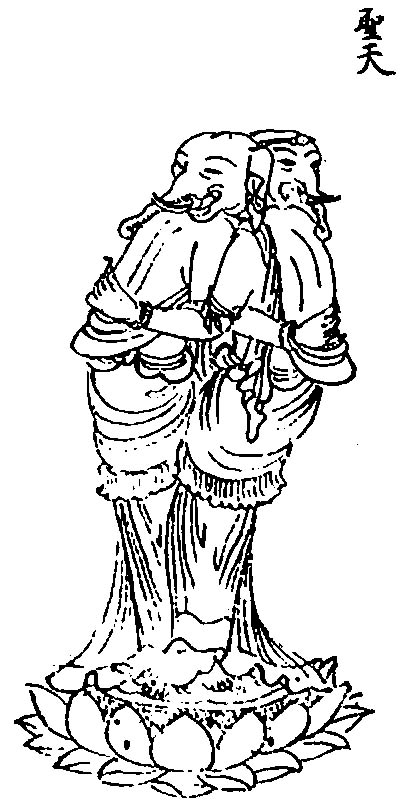
聖天（双身歡喜天）
平安時代的圖像集『別尊雜記』（心覺 撰）巻42

形像大多是象頭人身的單身像或象頭人身擁抱的双身像。

## 關連項目
- 象頭神
- 佛